# Ecquevilly
Ecquevilly är en kommun i departementet Yvelines i regionen Île-de-France i norra Frankrike. Kommunen ligger i kantonen Aubergenville som tillhör arrondissementet Mantes-la-Jolie. År 2022 hade Ecquevilly 4 090 invånare.

## Befolkningsutveckling
Antalet invånare i kommunen Ecquevilly
| Referens: INSEE |